# No Mercy 2008
No Mercy 2008 è stata l'undicesima edizione dell'omonimo pay-per-view prodotto dalla World Wrestling Entertainment, svoltosi il 5 ottobre 2008 presso il Rose Garden di Portland.

## Storyline
Il 7 settembre, a Unforgiven, Chris Jericho, dopo essere stato sconfitto da Shawn Michaels in un Unsanctioned match, sostituì a sorpresa il campione CM Punk (il quale era stato brutalmente attaccato da Randy Orton, Cody Rhodes e Ted DiBiase nel backstage) durante il Championship Scramble match valevole per il vacante World Heavyweight Championship; sconfiggendo poi John "Bradshaw" Layfield, Batista, Kane e Rey Mysterio per conquistare il titolo per la prima volta. Nella puntata di Raw del 15 settembre, dopo che aveva difeso con successo il titolo contro CM Punk in uno Steel Cage match, Jericho fu attaccato da Shawn Michaels. Un Ladder match tra Michaels e Jericho con in palio il World Heavyweight Championship fu poi annunciato per No Mercy.
Nella puntata di SmackDown del 12 settembre Jeff Hardy vinse un Fatal 4-Way match che includeva anche The Brian Kendrick, Montel Vontavious Porter e lo United States Champion Shelton Benjamin, diventando così il contendente n°1 del WWE Champion Triple H. Un match tra Hardy e Triple H con in palio il WWE Championship fu poi sancito per No Mercy.
A Unforgiven, Matt Hardy vinse un Championship Scramble match che includeva anche Chavo Guerrero, Finlay, The Miz e il campione Mark Henry, conquistando così l'ECW Championship per la prima volta. Nella puntata di ECW del 17 settembre il General Manager dello show, Theodore Long, annunciò un rematch tra Hardy e Henry con in palio il titolo per No Mercy.
Nella puntata di Raw dell'11 agosto Kane tirò fuori da un sacchetto la maschera di Rey Mysterio, annunciando poi la sua morte (kayfabe). Nella puntata di Raw del 15 settembre Mysterio, che aveva fatto il suo ritorno ad Unforgiven, sconfisse Kane per squalifica dopo che questi lo aveva colpito brutalmente con una sedia per poi tentare di strappargli la maschera. Un Mask match tra i due fu poi sancito per No Mercy in cui se Mysterio avesse perso, avrebbe dovuto smascherarsi dinanzi al pubblico.
A Unforgiven, Big Show, dopo essersi lamentato con la General Manager di SmackDown, Vickie Guerrero, per non essere stato inserito nel Championship Scramble match per il WWE Championship, effettuò tuttavia un turn heel nei confronti di The Undertaker (il quale voleva rinchiudere Vickie in una bara poiché lo aveva costretto ad abbandonare la federazione mesi prima) per salvare la stessa Vickie. Un match tra Big Show e The Undertaker fu poi annunciato per No Mercy.
Nella puntata di Raw del 1º settembre la rientrante Candice Michelle, Kelly Kelly e Mickie James sconfissero la Women's Champion Beth Phoenix, Katie Lea Burchill e Jillian Hall; con Candice che schienò Beth per vincere l'incontro e diventare la contendente n°1 al suo titolo. Un match tra Candice e Beth con in palio il Women's Championship fu poi annunciato per No Mercy
Per No Mercy fu inoltre sancito un match tra Batista e John "Bradshaw" Layfield con in palio lo status di contendente n°1 al World Heavyweight Championship.

## Risultati
| #    | Incontri                                                             | Stipulazioni                                                                     | Durata |
| ---- | -------------------------------------------------------------------- | -------------------------------------------------------------------------------- | ------ |
| Dark | The Colóns hanno sconfitto John Morrison e The Miz                   | Tag team match                                                                   | —      |
| 1    | Matt Hardy (c) ha sconfitto Mark Henry (con Tony Atlas)              | Single match per l'ECW Championship                                              | 08:08  |
| 2    | Beth Phoenix (c) (con Santino Marella) ha sconfitto Candice Michelle | Single match per il WWE Women's Championship                                     | 04:40  |
| 3    | Rey Mysterio ha sconfitto Kane per squalifica                        | Mask vs. mask match                                                              | 10:10  |
| 4    | Batista ha sconfitto John "Bradshaw" Layfield                        | Single match per determinare il primo sfidante al World Heavyweight Championship | 05:18  |
| 5    | Big Show ha sconfitto The Undertaker per knockout tecnico            | Single match                                                                     | 10:04  |
| 6    | Triple H (c) ha sconfitto Jeff Hardy                                 | Single match per il WWE Championship                                             | 17:02  |
| 7    | Chris Jericho (c) ha sconfitto Shawn Michaels                        | Ladder match per il World Heavyweight Championship                               | 22:20  |